# Fărâmiță Lambru

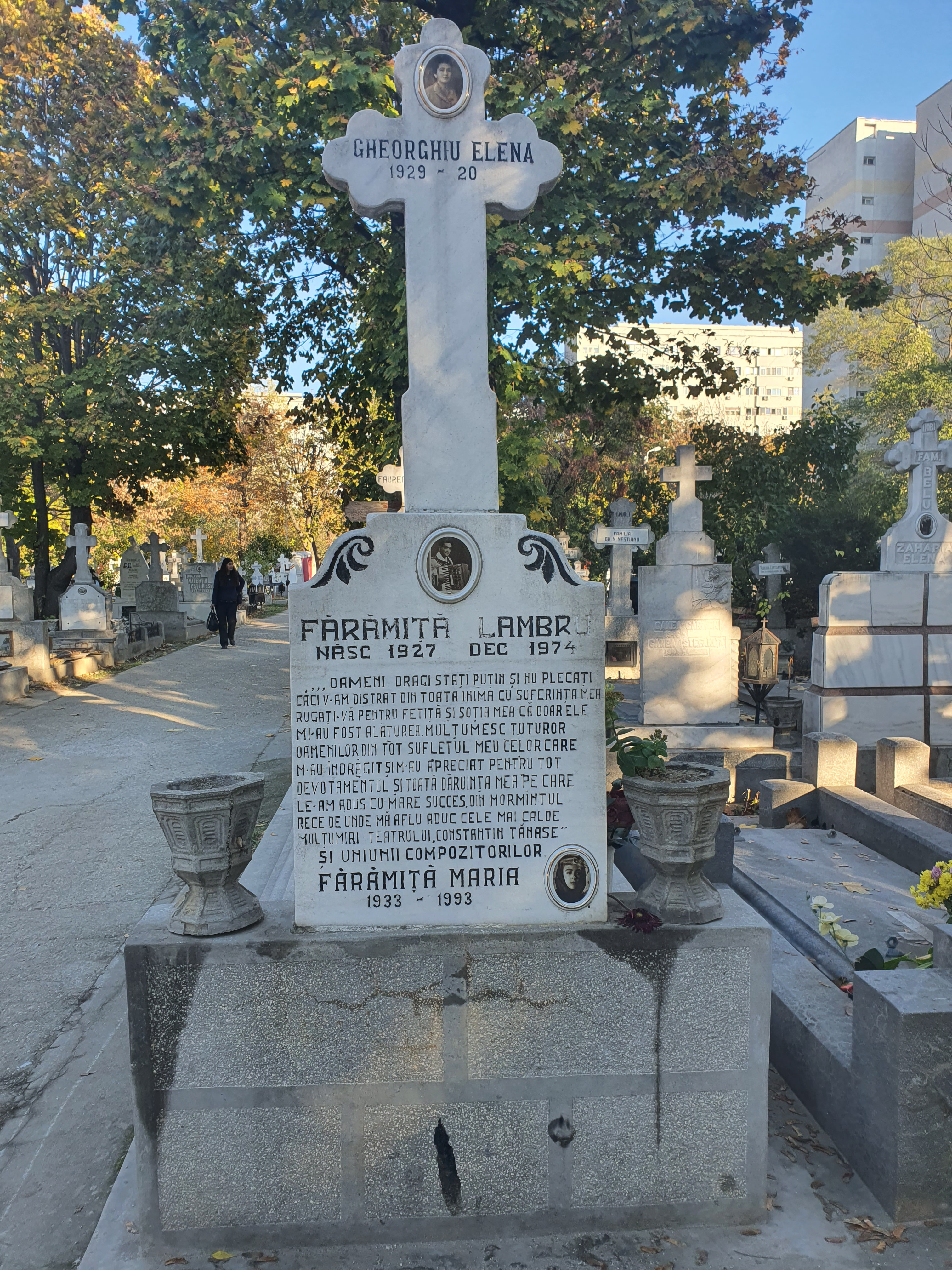
Grab von Fărâmiță Lambru auf dem „Izvorul Nou“-Friedhof in Bukarest

Fărâmiță Lambru (* 15. September 1927 in Bukarest; † 12. Dezember 1974 ebenda) war ein rumänischer Roma-Sänger und Akkordeonspieler aus Rumänien. Er gehört zu den bekanntesten Sängern Rumäniens.

## Leben und Karriere
Fărâmiță Lambru wurde am 15. September 1927 als Lambru Fărâmiță geboren. Die Familie Fărâmiță war eine bekannte Musikerfamilie. Lambrus Vater war der Violinist Tudor Fărâmiță. 1949 begann seine Karriere in einer Militärkapelle während seines Wehrdienstes in Bukarest. Ab 1953 trat er als enger musikalischer Partner von Maria Tănase auf.
In den Jahren 1952–1956 spielte er in der Volksmusikensemble des Bukarester Teatrul de Estradă, bevor er 1956 zum Ensemble des Revuetheaters „Constantin Tănase“ wechselte. Neben seinen Auftritten bei Konzerten und Volksfesten arbeitete er auch mit dem rumänischen Radio-Volksorchester zusammen und spielte ab 1962 zahlreiche Aufnahmen bei Electrecord ein. Von 1963 bis 1970 war er Leiter, Sänger und Instrumentalist des Volksmusikensembles des Regionaltheaters „Ion Vasilescu“ in Bukarest. Er unternahm zahlreiche Konzertreisen, unter anderem nach Frankreich (1965, 1967), in die DDR (1966) und nach Italien (1966). Besonders seine Auftritte in Moskau verhalfen ihm zu internationaler Bekanntheit. 1967 übernahm er die Rolle des Sängers Zavaidoc im Musical Groapa. Fărâmiță Lambru starb am 12. Dezember 1974 in Bukarest an den Folgen einer Tuberkuloseerkrankung. Er wurde auf dem „Izvorul Nou“-Friedhof in Bukarest beigesetzt.

## Filmauftritte
Fărâmiță Lambru wirkte auch als Gastauftritte und Nebenrollen in rumänischen Filmen mit. In Dincolo de barieră (1965) von Francisc Munteanu untermalte er das Leben einer Bukarester Taverne in den 1920er Jahren musikalisch. Daraufhin erhielt er in Tunelul (1966), einer rumänisch-sowjetischen Koproduktion, eine Rolle. 1971 war er in Facerea lumii unter der Regie von Gheorghe Vitanidis zu sehen.

## Auszeichnungen
- 1968: Kultur-Verdienst-Orden